# Atilio López
Higinio Atilio López Riveros (Villarrica, 5 febbraio 1925 – 14 luglio 2016) è stato un calciatore paraguaiano, di ruolo attaccante.

## Carriera
Prese parte ai Mondiali del 1950, nelle quali realizzò una rete nel pareggio contro la Svezia, e al Campionato sudamericano del 1953.

## Palmarès

### Club

#### Competizioni nazionali
- Campionato paraguaiano: 1

Guaraní: 1949
- Copa Colombia: 1

Boca Juniors de Cali: 1951-1952